# Alfred Neubauer
Alfred Neubauer (29. března 1891, Nový Jičín – 22. srpna 1980, Stuttgart) byl německý automobilový závodník a manažer firmy Mercedes.

## Život
Narodil se v rodině stolařského mistra v Novém Jičíně. V Novém Jičíně také prožil dětství a mládí. K automobilům se dostal díky zakázkám svého otce pro nově založenou firmu Ignáce Šustaly. Setkal se i s Ferdinandem Porsche, se kterým se brzy stali přáteli na celý život. Po 1. světové válce nastoupil do rakouské firmy Austro-Daimler a později společně s Porschem se stal součástí týmu Daimler-Benz v Německu, kde se účastnil několika významných závodů.
Později se prosadil jako manažer. Zemřel v roce 1980 a byl pohřben v Aldingenu.